# Aunou-le-Faucon
Aunou-le-Faucon (o.nu.lə.fo.kɔ̃ⓘ) es una localidad y comuna de Francia, en la región de Baja Normandía, departamento de Orne, en el distrito de Argentan y cantón de Argentan-Est. Está integrada en la Communauté de communes du Pays d’Argentan.

## Demografía
| 185 | 206 | 192 | 208 | 260 | 243 |
| Para los censos de 1962 a 1999 la población legal corresponde a la población sin duplicidades (Fuente: INSEE [Consultar]) |     |     |     |     |     |